# Coenonympha saadi
Coenonympha saadi ist ein Schmetterling (Tagfalter) aus der Familie der Edelfalter (Nymphalidae), der in Vorderasien vorkommt.

## Beschreibung
Coenonympha saadi ist auf der Oberseite blass sandgelb gefärbt, so wie das Weibchen des Kleinen Wiesenvögelchens (C. pamphilus). An der Stelle des Apicalauges des Vorderflügels ist höchstens ein feines Pünktchen vorhanden. Dagegen findet sich ein blindes Auge vor und über dem Innenwinkel der Vorderflügel, zu dem sich zuweilen ein zweites gesellt. Auf der Unterseite aller Flügel erstreckt sich von der Vorderflügelcosta bis in den Analrand der Hinterflügel eine lichte, wurzelwärts dunkel beschattete Linie.
Die Unterart iphias ist viel heller sandgelb, auch auf der Unterseite lichter, die Zeichnung blasser und der akzessorische Augenfleck über dem vor dem Analwinkel befindlichen fehlt immer.

### Ähnliche Arten
- Kleines Wiesenvögelchen (C. pamphilus) (Linnaeus, 1758)
- Coenonympha amaryllis (Stoll, 1782)

## Verbreitung und Lebensweise
Coenonympha saadi kommt in der Südost-Türkei, Transkaukasien, dem Irak und dem Iran vor und ist nicht selten. Die Falter fliegen im Mai und Juni auf sandigen Stellen und setzen sich auf den nackten Boden. Sie sind weniger an bestimmte Flugplätze gebunden. Die Unterart mesopotamica kommt in Mesopotamien vor. Für die Unterart iphias ist das Einjährige Rispengras (Poa annua) als Raupennahrungspflanze nachgewiesen. Diese kommt auf 380 bis 1500 Meter Höhe vor und fliegt von Anfang Mai bis Ende Juni in einer Generation.

## Systematik
Coenonympha saadi wurde von Vincenz Kollar 1849 in dem Artikel Ueber den Charakter der Insecten-Fauna von Südpersien als Satyrus saadi erstbeschrieben. Der Artikel wurde 1849 in einem Vorabdruck für die Denkschriften der kaiserlichen Akademie der Wissenschaften von 1850 veröffentlicht. Das von Alexander Heyne als var. mesopotamica Staudinger in Fritz Rühls Die palaearktischen Grossschmetterlinge und ihre Naturgeschichte von 1892 beschriebene Taxon ist ein neueres Synonym für die Unterart iphias, die schon 1851 von Eduard Friedrich Eversmann als Hipparchia iphias beschrieben wurde.